# Зёйдвестхукс

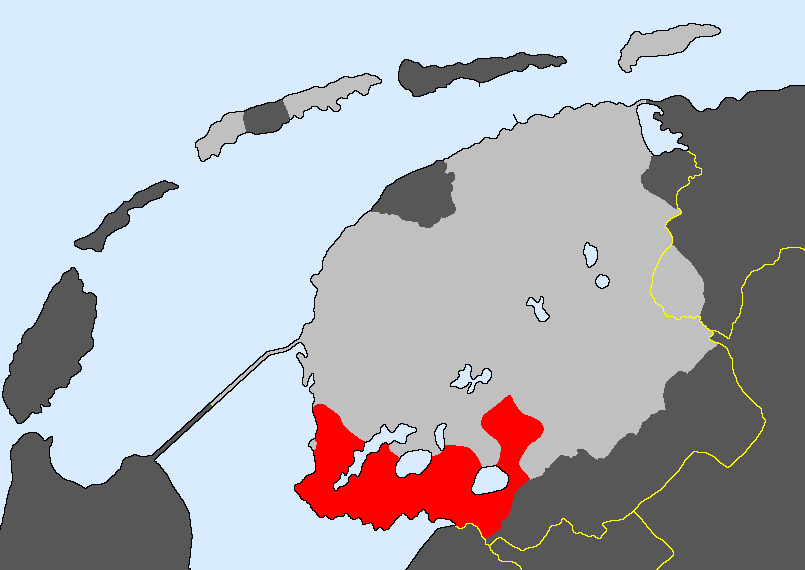
Положение диалекта зёйдвестхукс в ареале западнофризского языка.

Зёйдвестхукс (з.-фриз. Súdwesthoeksk, нидерл. Zuidwesthoeks), также зёйдхукс (з.-фриз. Súdhoeksk, нидерл. Zuidhoeks) — один из четырёх основных диалектов западнофризского языка. На нём говорят на юго-западе провинции Фрисландия, в области, которая примерно ограничена озером Эйсселмер на юге и западе, а на севере и востоке — воображаемой линией от Воркюма через Яуре и Херенвен до Схотерзейла. Согласно оценке, основанной на данных за 2004 год, около 58 000 человек в провинции Фрисландия говорят на этом диалекте. Сколько фризов говорят на зёйдвестхукс за пределами провинции, неясно.

## Языковые особенности

### Отсутствие новофризской рефракции
Зёйдвестхукс гораздо сильнее отклоняется от стандартного фризского, чем остальные три основных фризских диалекта. Во многом это связано с тем, что так называемая новофризская рефракция никогда не затрагивала зёйдвестхукс, в то время как она занимает видное место в трёх других основных диалектах. Это лингвистическое явление в стандартном фризском языке привело к появлению шести дифтонгов, что дало другое произношение в соответствующих словарных формах:
| дифтонг | МФА   | исходная форма | произношение | изменённая форма | произношение |
| ------- | ----- | -------------- | ------------ | ---------------- | ------------ |
| ea      | [ɪ.ǝ] | beam           | [bɪ.ǝm]      | beammen          | ['bjɛmǝn]    |
| ie      | [i.ǝ] | stien          | [sti.ǝn]     | stiennen         | ['stjɪnǝn]   |
| oa      | [o.ǝ] | doas           | [do.ǝs]      | doaske           | ['dṷɑskǝ]    |
| oai     | [o:i̭] | moai           | [mo:i̭]       | moaier           | ['mṷa:iər]   |
| oe      | [u.ǝ] | hoed           | [hu.ǝd]      | huodden          | ['hṷodən]    |
| ue      | [y.ǝ] | flues          | [fly.ǝs]     | fluezzen         | ['fljœzǝn]   |

Древнефризская рефракция, наблюдаемая в таких словах, как «rjocht» и «wjek», намного старше и, как правило, имеет место в зёйдвестхукс. Однако из-за отсутствия новофризской рефракции дифтонги в зёйдвестхукс, упомянутые в таблице выше, произносятся как отдельные гласные или как другие дифтонги:
| слово     | стандартное произношение | произношение в зёйдвестхукс |
| --------- | ------------------------ | --------------------------- |
| eart      | [jɛt]                    | [ɛt]                        |
| stiennen  | ['stjɪnən]               | ['stinən]                   |
| boadskip  | ['bṷɑtskɪp]              | ['bɔtskɪp]                  |
| skoalle   | ['skṷɑlə]                | [skœl(lə)]                  |
| moaier    | ['mṷa:iər]               | [mo:iər]                    |
| fuotten   | ['fṷotǝn]                | ['fœtən]                    |
| borduerje | [bɔr'djœrjə]             | [bɔr'dy.ərjə]               |

Другой хорошо известный пример этого явления состоит в том, что в зёйдвестхукс говорят не «woartels» (['wṷɑtəls]), а «wurtels» (['wœtəls]).

### Другие особенности
Помимо отсутствия новофризской рефракции, зёйдвестхукс также отличается тем, что из-за своего географического положения он подвергся гораздо более сильному влиянию голландских диалектов, а затем и стандартного голландского, чем другие основные фризские диалекты. В результате в зёйдвестхукс [u] (û) перед зубными согласными (d, t, l, s, z) произносится как [y] (ú): fúst вместо «fûst», kút вместо «kût», púd вместо «pûde» и hús вместо «hûs».
Другим типичным феноменом зёйдвестхукс является сокращение кластеров гласных, которое часто происходит в западнофризском языке. Несколько идущих подряд гласных в зёйдвестхукс часто «сглаживаются» в один гласный. Таким образом, древнефризская рефрация превращается в монофтонг. Это явление называется редукцией гласных. Есть много примеров:
| слово    | стандартное произношение | произношение в зёйдвестхукс |
| -------- | ------------------------ | --------------------------- |
| rjocht   | [rjoxt] [rjœxt]          | [rœxt] [ryxt]               |
| ljocht   | [ljɔxt]                  | [lɔxt]                      |
| Ljouwert | ['ljaṷwət] [ljaṷt]       | ['laṷwət]                   |
| leaver   | [ljɛʋɛr]                 | [laṷwər] [lɛ.ṷwər]          |

Другие типичные формы зёйдвестхукс включают, например:
| слово   | стандартное произношение | произношение в зёйдвестхукс |
| ------- | ------------------------ | --------------------------- |
| bern    | [bɛ:n] [bɛn]             | [bɑn]                       |
| board   | [bṷɑt]                   | [bœt]                       |
| boerd   | [bu.ət]                  | [bœt]                       |
| fal     | [fɔl]                    | [fɑl]                       |
| jiske   | ['jɪskə]                 | ['ɪskə]                     |
| laitsje | ['lɔiʧə] ['lɑiʧə]        | ['la:kjə]                   |
| man     | [mɔn]                    | [mɑn]                       |
| moanne  | ['mṷɑnə]                 | [mɔn]                       |
| neat    | [nɪ.ət]                  | [nɑt]                       |
| net     | [nɛt]                    | [nɪt] [nɑt] [na:t]          |
| op      | [op]                     | [ɑp]                        |
| rinne   | ['rɪnə]                  | ['ronə]                     |
| sinne   | ['sɪnə]                  | ['sonə]                     |